# Coregonus trybomi
Coregonus trybomi is een straalvinnige vissensoort uit de familie van de zalmen (Salmonidae) en de onderfamilie van de houtingen.De wetenschappelijke naam van de soort is voor het eerst geldig gepubliceerd in 1979 door Svärdson. Het is een endemische vissoort in Zweden.

## Herkenning
Deze vis is op uiterlijke kenmerken niet te onderscheiden van de kleine marene (C. albula).

## Verspreiding en leefgebied
Deze houting komt of kwam voor in een beperkt aantal Zweedse meren in de stroomgebieden van de Viskan, de Motala ström en de Ätran. De vissen leven in diep, open water en ze paaien in de maanden april en mei, terwijl de meeste soorten marenen in het late najaar of de winter paaien.

## Status
Er bestaat nu alleen nog een populatie in het meer Fegen in het stroomgebied van de Ätran. In andere Zweedse meren is de vis uitgestorven door verzuring en de introductie van snoekbaars. Mogelijk bestaan er populaties van deze vissoort in meren in Finland en Europees Rusland. Hierover is weinig bekend. Om deze redenen staat deze soort als ernstig bedreigd (kritiek) op de Rode Lijst van de IUCN.